# 馬西嶺公園
马西岭公园（英語：Marsiling Park），前身為兀兰镇花园（英語：Woodlands Town Garden） ，是新加坡兀兰的一個社区公园，占地11公顷，於1983年對外开放。該公園內的设施同时具有中国和马来元素。该公园曾于2016年7月因附近居民投訴此地有色情活動而关闭改造。2018年4月29日，公園重新開放並更名為馬西嶺公園。